# Harry Reid (actor)
Harry Reid, es un actor británico conocido por haber interpretado a Ben Mitchell en la serie EastEnders.

## Biografía
En el 2008 se unió al "Miskin Theatre" en Dartford, Kent de donde se graduó en el 2010.
En el 2010 entró al "The Arts University Bournemouth" de donde se graduó en el 2013 con un grado en actuación.

## Carrera
El 22 de septiembre de 2014 se unió al elenco principal de la popular serie británica EastEnders donde interpretó a Benjamin "Ben" Mitchell, el hijo de Phil Mitchell y Kathy Beale, hasta el 12 de enero de 2018 después de que su personaje se mudara a Francia. Anteriormente el personaje de Ben fue interpretado por los actores Joshua Pascoe del 13 de diciembre de 2010 hasta el 24 de agosto de 2012, por Charlie Jones del 2006 al 2010, por Morgan Whittle de 1999 hasta el 2000 y finalmente por Matthew Silver del 21 de marzo de 1996 hasta 1998.

## Filmografía[7]

### Series de televisión
| Año         | Título     | Personaje    | Notas         |
| ----------- | ---------- | ------------ | ------------- |
| 2014 - 2018 | EastEnders | Ben Mitchell | 372 episodios |

### Películas
| Año  | Título                 | Personaje         | Notas |
| ---- | ---------------------- | ----------------- | --- |
| 2016 | K-Shop                 | Rickey            | junto a Reece Noi, Ewen MacIntosh, Lucinda Rhodes Thakrar, Jamie Lee-Hill, Scot Williams y Darren Morfitt |
| 2016 | Westover               | Dealer            | junto a Jack Barton, Rad Brown, Graham Cawte, Sarah Collinge y Hermione Halpin                            |
| 2014 | The Last Waltz         | Tom (de joven)    | corto |
| 2013 | Police Stopping Crimes | Varios Personajes | corto |

### Teatro
| Año         | Obra                             | Personaje              | Director (es)                   | Teatro          | Notas                                  |
| ----------- | -------------------------------- | ---------------------- | ------------------------------- | --------------- | -------------------------------------- |
| 2013        | Uncle Fred's Shed                | Bobby Hopes            | Josh Marriott                   | Solomon Theatre | junto a Beccie Foxwell y Josh Marriott |
| 2013        | Last Orders                      | Dan                    | Mark Hyde                       | Solomon Theatre | -                                      |
| 2013        | Spring Awakening                 | Melchior               | Kirstie Davis                   | -               | -                                      |
| 2012        | Much Ado About Nothing           | Don John               | Doug Cockle                     | -               | -                                      |
| 2010        | The Cradle Will Rock             | Dick                   | Robbie McGovan y Gavin Brocker  | Miskin Theatre  | -                                      |
| 2010        | Wedding on the Eiffel Tower      | Mesero                 | Scott Le Crass y Robbie McGovan | Miskin Theatre  | -                                      |
| 2009 - 2010 | Wind in the Willows              | Oficial                | Robbie McGovan y Neil Maskell   | Miskin Theatre  | -                                      |
| 2009 - 2010 | The Resistible Rise of Arturo Ui | Dogsborough (de joven) | Robbie McGovan y Neil Maskell   | Miskin Theatre  | -                                      |
| 2009        | Agamemnon                        | Cuentista              | Tanushka Marah y Bronagh Lagan  | Miskin Theatre  | -                                      |